# Yeuma
 (juillet 2014).
Yeuma est un village du Sénégal situé à l'ouest du pays. Il fait partie de la communauté rurale de Méouane, dans l'arrondissement de Méouane, le département de Tivaouane et la région de Thiès.
Il est situé à 2,5 km de la commune de Meckhe, sur la route Meckhé (Ngaye)-Mekhé Village.
Lors du dernier recensement (2002), la population était de 183 habitants. Le village est équipé d'un puits moderne.